# 金矿-斯佩兰斯区

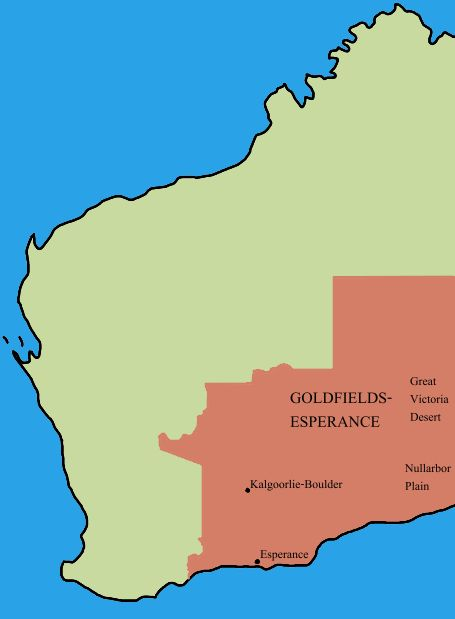
金矿-斯佩兰斯區在西澳大利亞州的位置

金矿-斯佩兰斯區（英語：Goldfields-Esperance）是九個西澳大利亚地区的其中一個。金矿-斯佩兰斯區位於西澳大利亚州的東南方，是西澳中最大的行政區。
自大澳洲灣延伸至南澳大利亚州這一片土地被稱為納拉伯平原。
金矿-斯佩兰斯區面積約為771,27平方公里，其土地大部份為平坦的高原。在金矿-斯佩兰斯區的氣候普遍炎熱和乾燥。其年均降雨量僅有250毫米。但有時候降雨量會激增到635毫米。
金矿-斯佩兰斯區雖然是西澳中最大的行政區，但人口僅有給59,000人，並且有一半人口居住於卡爾古利。還有四分一人口居住於埃斯佩兰斯郡，剩餘的非常分散地分佈於全區各地。
金矿-斯佩兰斯區正如其名稱，是以礦業主導經濟。其礦業包括金和镍。而於埃斯佩兰斯郡，其經濟是以農業和捕魚業主導。

## 外部連結
- 金矿-斯佩兰斯區开发委员会 （页面存档备份，存于）

34°12′S 116°12′E / 34.2°S 116.2°E